# Галерија грбова Лихтенштајна
Галерија грбова Лихтенштајна обухвата актуелни грб Лихтенштајна и грбове административних дивизиона Лихтенштајна.

## Актуелни грб Лихтенштајна
- Грб Лихтенштајна
- Мали грб Лихтенштајна

## Грбови административних дивизиона Лихтенштајна
- Грб Балцерса
- Грб Вадуца
- Грб Гамприна
- Грб Ешена
- Грб Маурена
- Грб Планкена
- Грб Ругела
- Грб Тризена
- Грб Тризенберга
- Грб Шана
- Грб Шеленберга